# Epipedobates anthonyi
Az Epipedobates anthonyi a kétéltűek (Amphibia) osztályának békák (Anura) rendjébe, ezen belül a nyílméregbéka-félék (Dendrobatidae) családjába tartozó faj.

## Neve
Ez az állat a tudományos fajnevét, azaz az anthonyi-t Harold Elmer Anthony (1890–1970) amerikai természettudós tiszteletére kapta. Anthony az Amerikai Természetrajzi Múzeum (American Museum of Natural History) emlősök részlegének a kurátora volt.

## Előfordulása
Az Epipedobates anthonyi előfordulási területe Dél-Amerika északi fele. A következő országokban található meg: Délnyugat-Ecuador és Északnyugat-Peru.
Az élőhelyének elvesztése, annak kémiai szennyezése, valamint a béka begyűjtése - főleg orvosi kísérletezési célokból - veszélyezteti.

## Képek

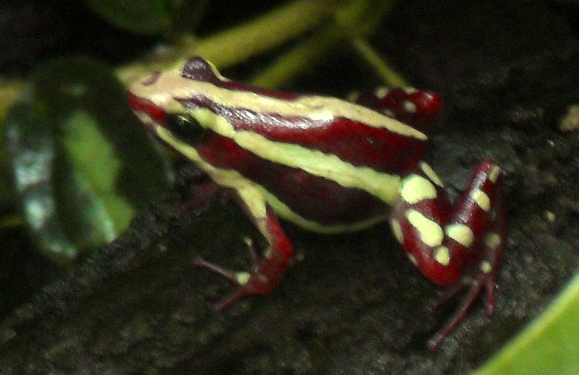
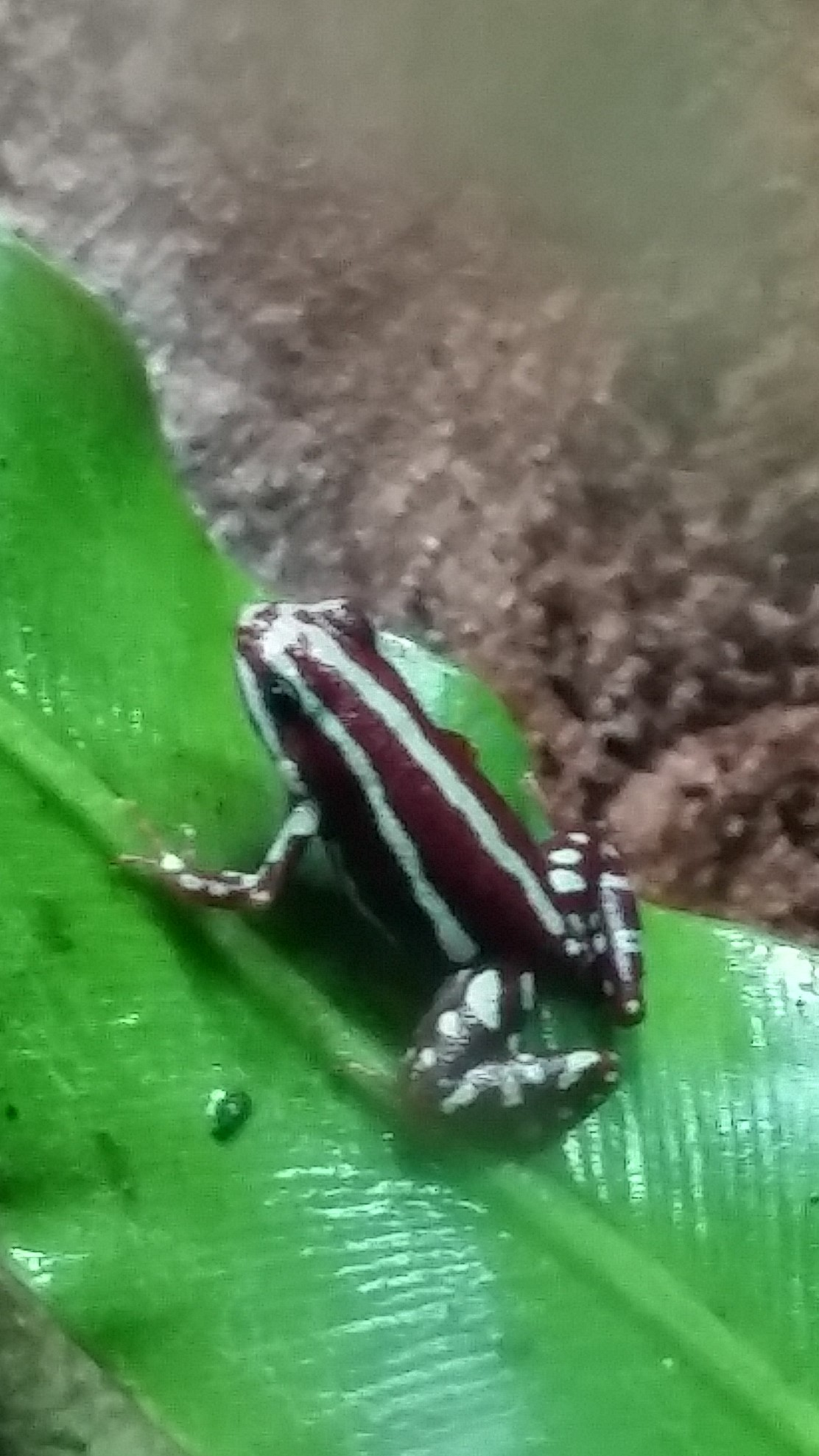
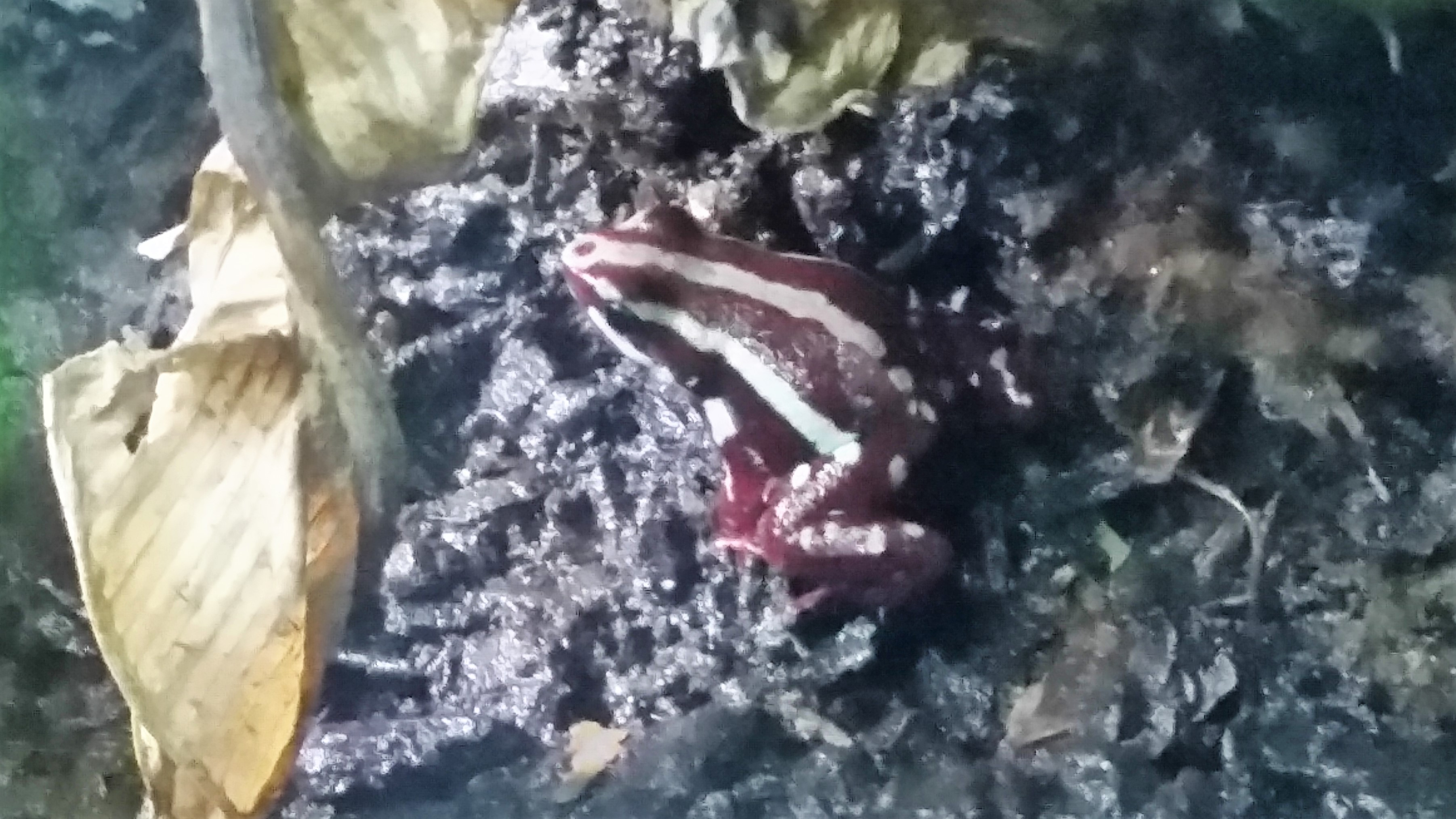
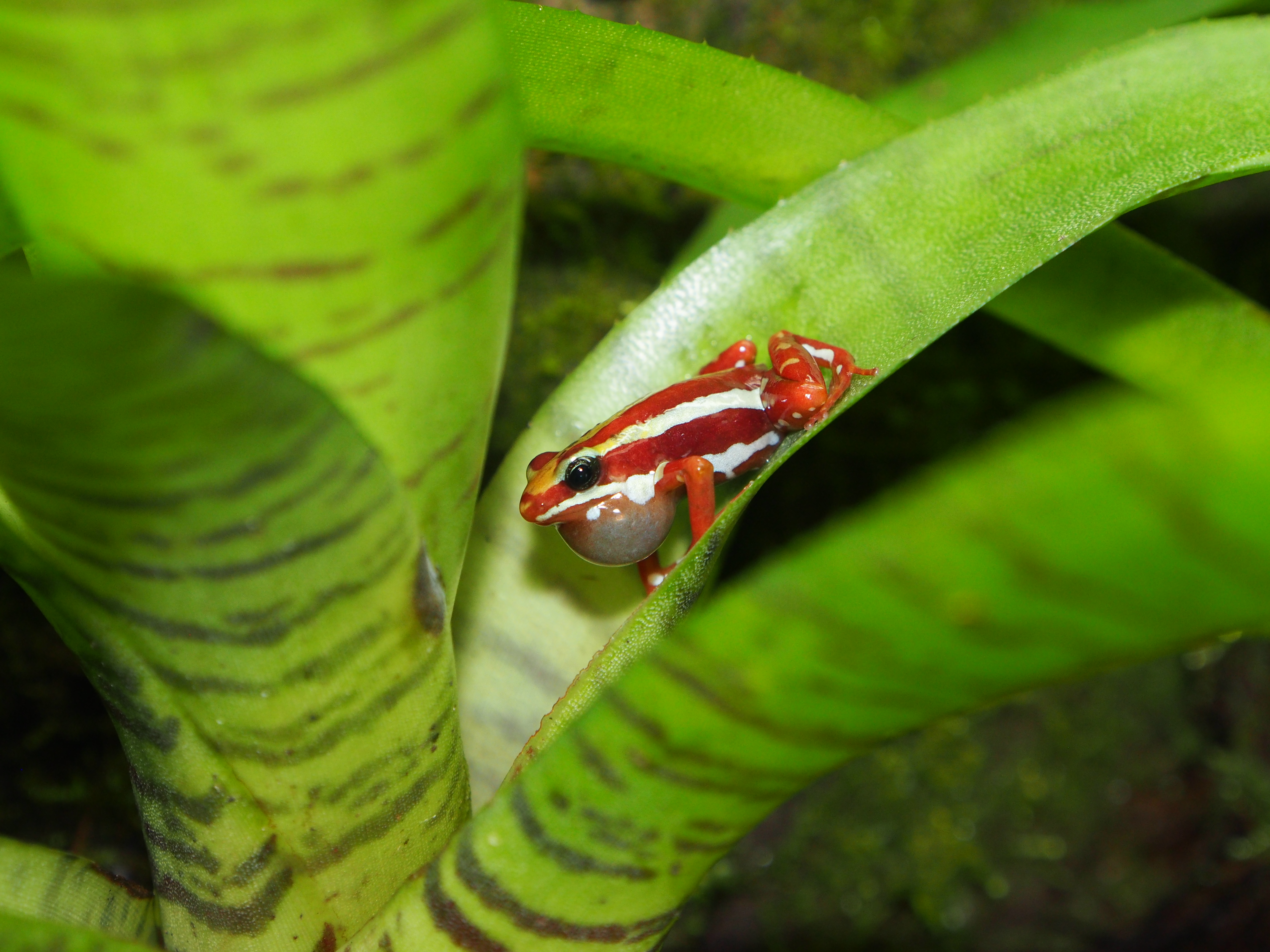

## Megjelenése
A béka átlagos orrhegy-végbélnyílás közti hossza körülbelül 19-26 milliméter. A hátsólábai rövidek és tömzsi felépítésűek. A háti része sötétvörös vagy barna, néhány sárgásfehér szaggatott csíkkal; csak a hátközepén egységes a csík.

## Életmódja
Hegyvidéki békafaj, amely 153-1769 méteres tengerszint feletti magasságok között található meg. A kedvelt élőhelye a hegyvidéki, trópusi esőerdők. A patakok közelében az avarban él. Nappal mozog az erdő talaján.

## Szaporodása
A szaporodási időszakban a hím területvédő. A nőstény a 15-40 darab petéjét az avarba rakja le. A kikelésig körülbelül két hét kell, hogy elteljen; eközben a hím őrködik felettük. Kikelésük után, a hím a hátára véve ebihalait elszállítja egy ideiglenes állóvízbe; lehet az bromélia vagy faodú. Itt az ebihalak körülbelül 60 nap alatt változnak át békává.

## Fordítás
- Ez a szócikk részben vagy egészben  az   Anthony's poison arrow frog című angol Wikipédia-szócikk ezen változatának fordításán alapul.  Az eredeti cikk szerkesztőit annak laptörténete sorolja fel. Ez a jelzés csupán a megfogalmazás eredetét és a szerzői jogokat jelzi, nem szolgál a cikkben szereplő információk forrásmegjelöléseként.